# Relações entre Eritreia e Etiópia
As relações entre Eritreia e Etiópia são as relações diplomáticas entre o Estado da Eritreia e a República Democrática Federal da Etiópia. Ambos são vizinhos, com uma extensão de 912 km na fronteira entre os dois países. Possuem um histórico conflituoso em suas relações.
Em 1947, a Eritreia passou a fazer parte de uma federação com a Etiópia, a Federação da Etiópia e Eritreia. A subsequente anexação à Etiópia levou à Guerra de Independência da Eritreia, terminando com a independência desta nação após um referendo em abril de 1993. As hostilidades entre Eritréia e Etiópia persistiram, levando à Guerra Eritreia-Etiópia, entre os anos 1998 e 2000.